# ミステリーズ!
『ミステリーズ！』は、東京創元社が刊行していた文芸雑誌である。発売日は偶数月12日。書籍扱い。

## 概要
2003年6月に創刊。同年までに同社より刊行されていた『創元推理』および『創元推理21』を統合しての後継誌であり、前誌より継続して推理小説を多く連載している。
創刊号から2004年3月発行のvol.4（2004年春号）まで季刊ペースで刊行され、vol.5（2004年6月号）以降は隔月刊となった。
公募新人文学賞のミステリーズ！新人賞の受賞作と選評、創元SF短編賞の選評が掲載された。
vol.105（2021年2月号）で最終号となり、後継誌として総合文芸誌『紙魚の手帖』が2021年10月12日に創刊された。

## 連載小説

### 主な連載小説
- 北村薫『ニッポン硬貨の謎』（vol.1 - vol.10）：第6回本格ミステリ大賞受賞
- 島田荘司『摩天楼の怪人』（vol.3 - vol.11）：第6回本格ミステリ大賞候補
- 朱川湊人『赤々煉恋』（vol.5 - vol.13）
- 貫井徳郎『愚行録』（vol.9 - vol.13）：第135回直木賞候補
- 大倉崇裕『福家警部補の挨拶』（vol.12 - vol.16）
- 山本弘『MM9』（vol.12 - vol.20）
- 芦辺拓『綺想宮殺人事件』（vol.29 - vol.36）：第11回本格ミステリ大賞候補
- 湊かなえ『Nのために』（vol.33 - vol.37）
- 芦辺拓『スチームオペラ』（vol.43 - vol.51）：第13回本格ミステリ大賞候補
- 大崎梢『ようこそ授賞式の夕べに』（vol.54 - vol.59）

### 連載作家
| あ行 - 浅暮三文 - 芦原すなお - 芦辺拓 - 東浩紀 - 石持浅海 - 乾ルカ - 井上尚登 - 井上雅彦 - 鳥飼否宇 - 大倉崇裕 - 大崎梢 - 太田忠司 - 荻原浩 - 恩田陸 | か行 - 笠井潔 - 門井慶喜 - 加藤実秋 - 加納朋子 - 北川歩実 - 北村薫 - 北森鴻 - 北山猛邦 - 木村二郎 - 鯨統一郎 - 高城高 - 小林泰三 - 近藤史恵 | さ行 - 西條奈加 - 坂木司 - 篠田真由美 - 柴田よしき - 島田荘司 - 朱川湊人 - 菅浩江 - 千街晶之 た行 - 竹内真 - 巽昌章 - 田中啓文 - 谷原秋桜子 - 津原泰水 | な行 - 長沢樹 - 西澤保彦 - 貫井徳郎 は行 - 樋口有介 - 福田和代 - 本城雅人 ま行 - 松尾由美 - 円居挽 - 皆川博子 - 湊かなえ - 森福都 | や行 - 山口芳宏 - 山田正紀 - 山本弘 - 柚木麻子 - 吉永南央 |